# Yoshi (cantante)
Yoshizumi Sasaki (佐々木 嘉純 Sasaki Yoshizumi?,  Onomichi, Prefectura de Hiroshima, 26 de febrero de 2003 - Kawasaki, Prefectura de Kanagawa, 5 de noviembre de 2022), mejor conocido bajo su nombre artístico de Yoshi (ヨシ?), fue un cantante, modelo y actor japonés. Durante toda su carrera estuvo afiliado a Universal Music Japan.

## Biografía
Sasaki nació el 26 de febrero de 2003 en la ciudad de Onomichi, Osaka. Su madre, Naomi Sasaki, es gerente de ventas, mientras que su padre, Zhang Guo-xiang, de origen hongkonés, trabaja como diseñador de interiores para la empresa de muebles japonesa Okamura. Interesado en el mundo de la moda y música desde una edad temprana, Sasaki fue descubierto en 2016 por el diseñador de moda estadounidense Virgil Abloh durante un evento en Tokio, tras lo cual comenzaría a modelar para la marca de Abloh, Off-White. También modeló para reconocidas marcas como Nike, X-Girl y Helmut Lang.
En mayo de 2019, con apenas dieciséis años, Sasaki debutó como cantante con el lanzamiento de su primer álbum, Sex is Life, bajo el sello Virgin Music de la discográfica Universal Music Japan. En septiembre de ese mismo año, debutó como actor protagonizando la película Tarō no Baka, en la que actuó junto a Masaki Suda y Taiga Nakano. El mismo día del estreno de su película, Sasaki lanzó su primer sencillo, Riding on Time.
En noviembre de 2022, se anunció que Sasaki había sido seleccionado como vocalista para el proyecto musical Yoshiki Superstar Project X, producido por el cantante Yoshiki de X Japan.

## Muerte
Sasaki falleció el 5 de noviembre de 2022 luego de que la motocicleta que conducía colisionara contra un camión en una carretera de la ciudad de Kawasaki, prefectura de Kanagawa. Fue trasladado a un hospital cercano, donde murió poco después debido a sus heridas. Tenía tan solo diecinueve años de edad.
Su funeral se llevó a cabo el 14 de noviembre en el Tōda Funeral Hall, al cual asistieron familiares y amigos, incluyendo a celebridades como el cantante Yoshiki y sus compañeros de Yoshiki Superstar Project X; Kairi, Furutatsu y Kyohey.
El 28 de febrero de 2023, el grupo formado en Yoshiki Superstar Project X fue renombrado como "XY" y se anunció su debut oficial con trece miembros. El 26 de febrero, fue lanzado un sencillo póstumo titulado XY feat.Yoshi.

## Filmografía

### Películas
| Año  | Título       | Papel | Notas     |
| ---- | ------------ | ----- | --------- |
| 2019 | Tarō no Baka | Tarō  | Principal |

### Televisión
| Año  | Título                          | Papel        | Notas |
| ---- | ------------------------------- | ------------ | ----- |
| 2020 | Boku Dake ga 17-sai no Sekai de | Naoki Shindō |       |